# Gare de Fère-en-Tardenois
Ne doit pas être confondu avec Gare de La Fère.
La gare de Fère-en-Tardenois est une gare ferroviaire française fermée de la ligne de Trilport à Bazoches, située sur le territoire de la commune de Fère-en-Tardenois, dans le département de l'Aisne en région Hauts-de-France.

## Situation ferroviaire
Établie à 126 mètres d'altitude, la gare de Fère-en-Tardenois se situe au point kilométrique (PK) 109,681 de la ligne de Trilport à Bazoches entre les gares d'Oulchy - Breny et de Loupeigne.

## Histoire
La gare d'Oulchy - Breny ouvre aux voyageurs le 1er juin 1894 à l’occasion de la mise en service par la Compagnie des chemins de fer de l'Est de la section d'Oulchy - Breny à Bazoches de la ligne de Trilport à Bazoches. 
Le bâtiment voyageurs de Fère-en-Tardenois date de 1894. Il s'agit d'un bâtiment « Est » de type C tardif, identique à ceux construits sur le reste de la ligne, notamment la gare de Lizy-sur-Ourcq et celle de La Ferté-Milon latérales.
La décoration des gares construites en 1894, notamment celle de Lizy-sur-Ourcq, est plus riche que celle des gares construites en 1885 sur la portion de la ligne située entre Oulchy - Breny et La Ferté-Milon.
La desserte ferroviaire voyageurs a été fermée le 6 mars 1972 et rouverte le 18 décembre 1981, (tronçon de La Ferté-Milon à Reims faisant partie des 4 réouvertures de lignes à l'initiative du Ministre des transports Fiterman).
Depuis le 3 avril 2016, il n'y a plus de transport ferroviaire de voyageurs entre La Ferté-Milon et Fismes. Les voyageurs sont acheminés en bus. La SNCF justifie cette décision par le mauvais état de la ligne à l'est de La Ferté-Milon ainsi que par le coût élevé d'une hypothétique rénovation de cette ligne.